# Urophycis regia
Urophycis regia är en fiskart som först beskrevs av Johann Julius Walbaum 1792.  Urophycis regia ingår i släktet Urophycis och familjen fjällbrosmefiskar. Inga underarter finns listade i Catalogue of Life.

## Bildgalleri

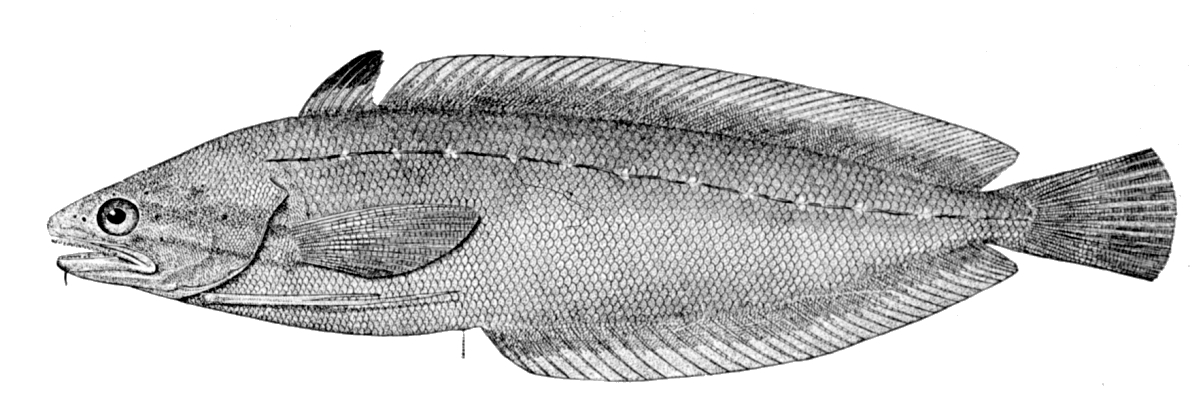